# Миссия невыполнима (телесериал, 1988)
«Миссия невыполнима» (англ. Mission: Impossible) — американский телесериал, являющийся одновременно ремейком и продолжением одноимённого телесериала 1960-х — 1970-х годов. Из актёрского состава оригинального сериала присутствует лишь Питер Грейвс.

## Синопсис
События сериала происходят через 15 лет после последнего сезона оригинального сериала. После того, как преемника Фелпса на посту руководителя сверхсекретной Impossible Missions Force убивают, он возвращается из отставки и предлагает сформировать новую команду IMF и выследить убийцу.
В его команду входят: Николас Блэк, эксперт по маскировке и актёр; Макс Харт, пилот и боец; Кейси Рэндалл, агент-топ-модель; и Грант Кольер, сын Барни Кольера, специалист по оригинальным технологиям IMF и технический гений в своей области. Найдя убийцу, Джим решает остаться и держать команду вместе. В середине первого сезона Кейси погибает во время миссии (став первым агентом текущей команды IMF, погибшим на задании), и агент Секретной службы Шеннон Рид приходит на её место. За исключением этого изменения, команда Фелпса остаётся постоянной на протяжении всего сериала.

## Появления ветеранов оригинального IMF
Возрожденный сериал включал в себя специальные (гостевые) появления нескольких персонажей — ветеранов IMF 1960-х — 1970-х годов, в том числе Линды Дэй Джордж и Грега Морриса, игравшего Барни Кольера; сын Грега, Фил Моррис, сыграл Гранта Кольера, сына Барни.

## Актёры
| Актёр            | Персонаж       | Квалификация                                                |
| ---------------- | -------------- | ----------------------------------------------------------- |
| Питер Грейвс     | Джим Фелпс     | руководство, маскировка                                     |
| Тэйоу Пенглис    | Николас Блэк   | актёр, маскировка, визуальные эффекты, голосовое подражание |
| Энтони Гамильтон | Макс Харт      | боевые навыки, пилот                                        |
| Фил Моррис       | Грант Кольер   | электроника, компьютеры, инженер                            |
| Терри Маркуэлл   | Кейси Рэндалл  | дизайнер, роковая женщина, меткий стрелок                   |
| Джейн Бэдлер     | Шеннон Рид     | экс-агент Секретной службы, роковая женщина, маскировка     |
| Боб Джонсон      | Голос на диске | —                                                           |

## DVD-релизы
CBS DVD (распространяются компанией Paramount) выпустила весь сериал на DVD в первом регионе.
Во втором регионе Revelation Films выпустила Mission: Impossible — The ‘88 TV Season 23 июля 2012 года и The ‘89 TV Season 15 октября 2012 года.
| DVD-релиз | DVD-релиз         | Количество эпизодов | Дата релиза     | Дата релиза     |
| DVD-релиз | DVD-релиз         | Количество эпизодов | Регион 1        | Регион 2        |
| --------- | ----------------- | ------------------- | --------------- | --------------- |
|           | The '88 TV Season | 19                  | 29 ноября 2011  | 23 июля 2012    |
|           | The '89 TV Season | 16                  | 28 февраля 2012 | 15 октября 2012 |